# Théorème de van Kampen
En topologie algébrique, le théorème de van Kampen, également appelé théorème de Seifert-van Kampen, est un résultat permettant de calculer le groupe fondamental d'un espace topologique qui se décompose en deux espaces plus simples dont les groupes fondamentaux respectifs sont déjà connus.

## Énoncé
Soient U1, U2 des ouverts connexes par arcs ainsi que leur intersection, alors le groupoïde fondamental de U1∪U2 est égal à la somme amalgamée, de ceux respectifs de U1 et U2 au-dessus de celui de leur intersection :
 et de même pour les groupes fondamentaux, en un point {\displaystyle x} commun à ces deux ouverts connexes:
Un cas particulier essentiel est celui où U1∩U2 est simplement connexe : π1(U1∪U2,x) est alors le produit libre π1(U1,x)∗π1(U2,x) des groupes fondamentaux de U1 et U2.
Par exemple, un tore percé d'un trou est homéomorphe à la réunion de deux cylindres d'intersection simplement connexe. Le théorème de van Kampen montre que son groupe fondamental est ℤ∗ℤ, c'est-à-dire le groupe libre sur deux générateurs. De façon similaire, le groupe fondamental du plan projectif est le groupe à deux éléments.

## Cas de deux sous-espaces fermés
Le théorème énoncé ci-dessus reste valide si U1, U2 et U1∩U2 sont des sous-espaces fermés connexes par arcs.

Soient V1, V2 des sous-espaces fermés connexes par arcs qui admettent des revêtements simplement connexes, ainsi que leur intersection, et soit x un point commun à ces deux fermés. Alors le groupe fondamental de V1∪V2 en x  est égal à la somme amalgamée des groupes fondamentaux de V1 et V2 en x  au-dessus de celui de leur intersection :